# Mastacembelus thacbaensis
Mastacembelus thacbaensis är en fiskart som beskrevs av Nguyen 2005. Mastacembelus thacbaensis ingår i släktet Mastacembelus och familjen Mastacembelidae. IUCN kategoriserar arten globalt som otillräckligt studerad. Inga underarter finns listade i Catalogue of Life.